# Нотароберто, Сандро
Са́ндро Нотаробе́рто Пе́си (исп. Sandro Notaroberto Peci; 10 марта 1998, Каракас, Венесуэла) — венесуэльский футболист, защитник клуба «Эстудиантес де Каракас».

## Карьера

### Клубная
Сандро начал футбольную карьеру в клубе «Депортиво Ла Гуайра», за основной состав которого он дебютировал 15 августа 2015 года во встрече с «Депортиво Тачира». По итогам сезона Нотароберто провёл за «Депортиво» 6 матчей, в том числе и встречу 1/8 финала Кубка Венесуэлы, обладателем которого стал клуб из Каракаса.
Зимой 2016 года защитник перешёл в «Сулию», 3 марта того же года Сандро провёл первую игру в новом клубе. В 2016 году игрок провёл 27 матчей в чемпионате, а также принимал участие в обеих финальных встречах кубка, который его команде удалось завоевать.
8 марта 2017 года защитник провёл первую игру в Кубке Либертадорес 2017 против бразильского «Шапекоэнсе».

### В сборной
В начале 2015 года Сандро выступал на юношеском чемпионате Южной Америки, сыграл в трёх матчах.
В 2017 году Нотароберто принял участие в Молодёжном чемпионате Южной Америки. Защитник был заявке на турнир, но не провёл ни одного матча в составе своей команды, получившей право выступить на молодёжном чемпионате мира.

## Достижения
Депортиво Ла Гуайра
- Обладатель Кубка Венесуэлы (1): 2015/16

 Сулия
- Обладатель Кубка Венесуэлы (1): 2016